# Луко (Асколи Пичено)
Луко (итал. Luco) насеље је у Италији у округу Асколи Пичено, региону Марке.
Према процени из 2011. у насељу је живело 10 становника. Насеље се налази на надморској висини од 438 м.